# Fluide Glacial
Fluide Glacial és una revista de còmics francesa fundada el 1975 pels dibuixants Marcel Gotlib, Alexis i Jacques Diament. De periodicitat mensual, a més de còmics de caràcter humorístic, també inclou articles culturals, biografies d'autors i narracions.
Durant anys ha publicat el treball de guionistes i dibuixants francesos i internacionals, com ara Jacques Lob, Édika, Claire Bretécher, Jean Solé, François Boucq, Moebius, Jean-Claude Mézières, Loup, Daniel Goossens, André Franquin, Manu Larcenet, Riad Sattouf, entre moltíssims d'altres.
Ha publicat els catalans Tha i Joan Tharrats, germans i creadors de Absurdus Delirium, i Manel Fontdevila i Alfonso López, amb la sèrie A vie de Saint. També ha publicat la traducció francesa dels còmics de Carlos Giménez.